# كشكش

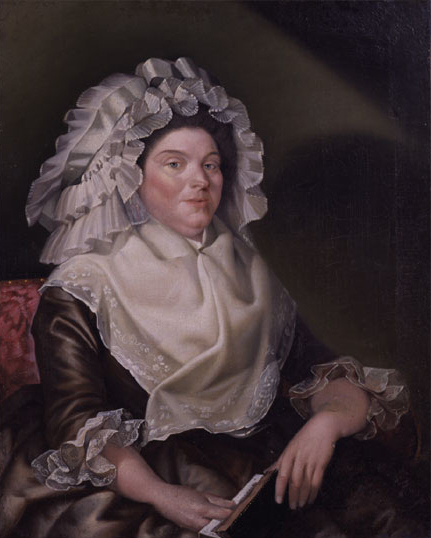
امرأة مرتدية قبعة مكشكشة عام 1789

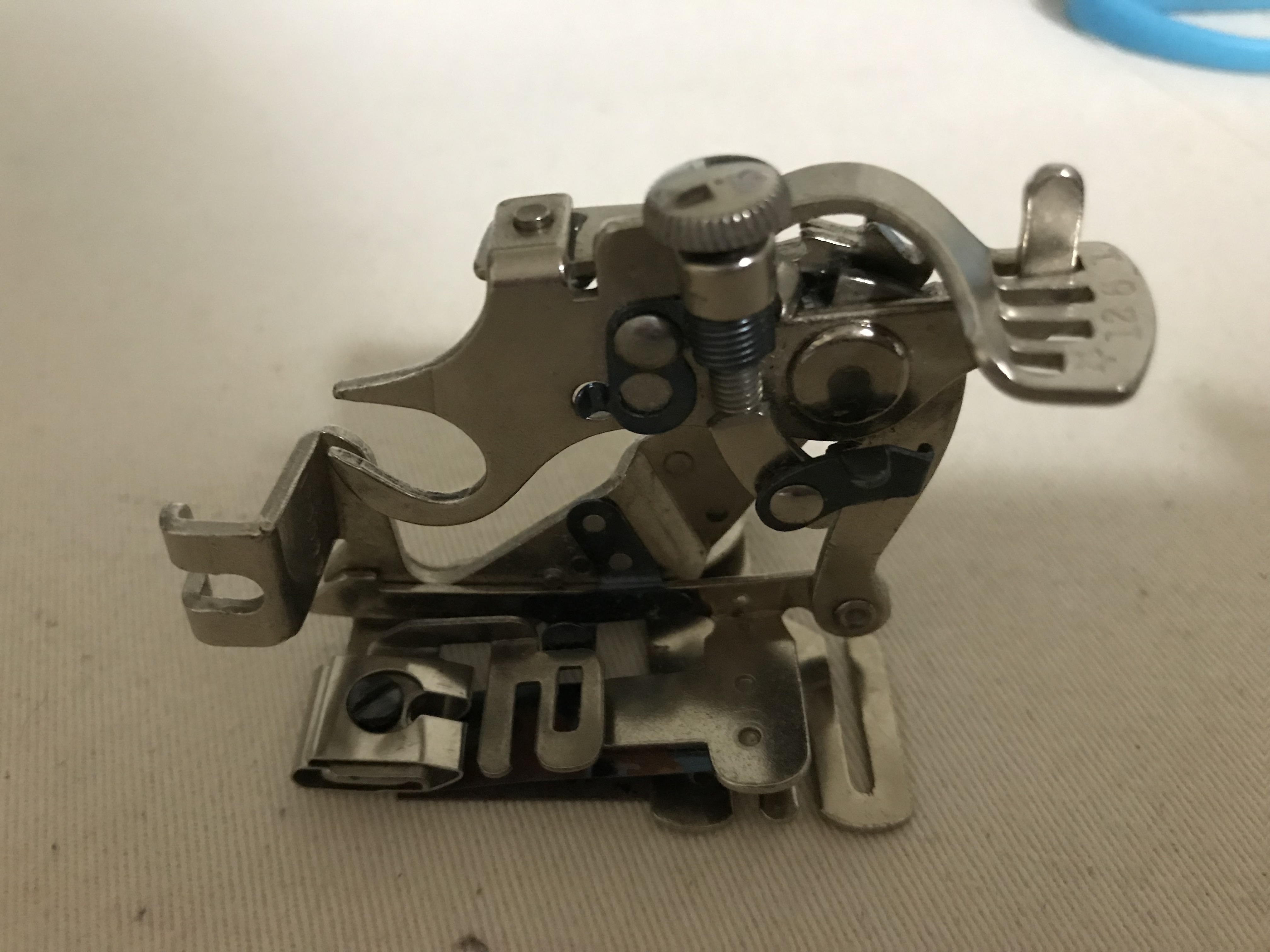
مُكشكِش مكني يستخدم في المخيطة المنزلية

الكَشْكَش أو الهُدْب أو الزِركاش في الخياطة وصناعة الملابس هو شريطٌ من النسيج أو المخرمة أو الشريط مفقوس بإحكام أو مطوي على إحدى الحواف ويوضع زركشة على الملابس أو كسوة السرير أو أي نسيج آخر.
يمكن صنع الكشكشة من طبقة واحدة من القماش (قد تحتاج إلى حاشية) أو طبقة مزدوجة. عادة ما تُقطع الكشكشة العادية على الخطوط المستقيمة القطرية. 